# Enfermedad respiratoria bovina
La enfermedad respiratoria bovina (ERB) es la enfermedad infecciosa más común y económicamente devastadora que afecta al ganado de carne en el mundo. Es una infección bacteriana o viral compleja que causa neumonía en terneros, lo que puede ser fatal. También afecta a muchas otras especies de animales de engorde, como ovejas y cerdos, aunque es más frecuente en los terneros. La infección suele ser el resultado de tres factores interdependientes: estrés, una infección viral subyacente y una infección bacteriana secundaria. El diagnóstico de la enfermedad es complejo, ya que existen múltiples causas posibles y el ganado es reacio a mostrar signos de dolor.
La enfermedad se manifiesta con mayor frecuencia en los terneros dentro de las cuatro semanas posteriores al destete, cuando son agrupados en lotes de aproximadamente 10 a 15 individuos y vendidos a diferentes corrales de engorde mediante transporte en tren, camiones de carga o tráileres. Debido a esto, la ERB es comúnmente conocida como "fiebre del embarque". No se sabe con certeza si el principal desencadenante es el estrés, la mezcla de animales de diferentes orígenes o las condiciones de viaje. Aunque los estudios han identificado factores generales de estrés, como el transporte y las bajas temperaturas, aún no existe evidencia concluyente sobre factores más específicos (por ejemplo, distancia del traslado, modo de transporte, temperatura o fluctuaciones térmicas).

## Causas
La enfermedad respiratoria bovina (ERB) es un "síndrome multifactorial" que depende de diversas causas. La condición patológica suele surgir cuando el organismo causante se establece mediante una infección secundaria, tras una infección bacteriana o viral primaria.

### Estrés
Existen muchos factores de estrés que pueden contribuir a la aparición de la ERB, siendo el principal el transporte. Durante el traslado, el ganado está expuesto a diversos factores como la deshidratación y el agotamiento, lo que puede generar ansiedad. La mala ventilación y el hacinamiento también facilitan la propagación de bacterias entre los terneros.

### Virus bacterianos
Fuente:
- BHV1

- Virus Parainfluenza tipo 3 (PI-3)

- Virus sincitial respiratorio bovino (BRSV)

- Diarrea viral bovina (BVD)

- Adenovirus bovino

- BCV

- Rinotraqueítis infecciosa bovina (IBR)

### Neumonía bacteriana
Fuente:
- Mannheimia haemolytica

- Pasteurella multocida

- Histophilus somni

- Mycoplasma bovis

### Clima
El otoño es la estación más relevante para el ganado de carne, ya que en esa época del año la mayoría del ganado se agrupa en mayores cantidades. Esto aumenta el riesgo de ERB junto con las fluctuaciones climáticas. Los estudios muestran que los años con mayor riesgo de ERB estuvieron asociados con condiciones climáticas extremas, en lugar de condiciones promedio.

## Signos clínicos y diagnóstico
La enfermedad respiratoria bovina (ERB) suele desarrollarse dentro de las cuatro semanas posteriores al transporte del ganado. Los síntomas incluyen:
- Tos espontánea
- Secreción nasal
- Secreción ocular
- Caída de orejas
- Temperatura rectal > 102,5 grados Fahrenheit (39,2 °C)
- Dificultad para respirar
- Tos
- Disminución del apetito
- Ojos apagados
- Aislamiento social

## Tratamiento y control
Debido a la cantidad de posibles precursores virales y bacterianos de la enfermedad respiratoria bovina (ERB), existen diversas opciones de tratamiento enfocadas en los tres principales factores agravantes de la enfermedad: virus, bacterias y estrés.

### Vacunación
Existen vacunas para varios precursores biológicos de la ERB, pero la gran variedad de posibles agentes complica la elección de un régimen de vacunación adecuado. Además, las vacunas no son completamente efectivas para detener la enfermedad, sino que ayudan a mitigar sus efectos. Muchos problemas de efectividad de las vacunas se deben a un uso inadecuado, como la falta de sincronización en la aplicación de las dosis o la administración tardía, después del transporte del ganado. Se encuentran disponibles vacunas para diversos agentes virales y bacterianos, que a menudo se venden en combinaciones.

### Antibióticos
Los terneros suelen comprarse sin vacunar, por lo que los antibióticos pueden ayudar a combatir los factores bacterianos de la enfermedad. Estos pueden administrarse por vía oral, inyecciones, pastas o electrolitos. La Extensión Cooperativa de Virginia recomienda los siguientes antibióticos:
- Micotil
- Nuflor
- Baytril 100
- Naxcel
- Excenel
- Adspec
- Banamine

Además del uso de fármacos, existen métodos naturales para ayudar a los terneros a recuperarse. Es fundamental proporcionarles alimentos de alta calidad, como pasto, para estimular su consumo de nutrientes. Asimismo, se recomienda evitar que permanezcan en áreas con mala ventilación y temperaturas fluctuantes para prevenir el agravamiento de la infección.
Sin embargo, la resistencia a múltiples fármacos se ha vuelto más frecuente, lo que ha generado la necesidad de estudios adicionales para identificar los genes responsables de esta resistencia.

### Manejo del estrés
El estrés suele ser el factor desencadenante final de la ERB. Las enfermedades que componen la ERB pueden persistir en un rebaño durante un período prolongado antes de manifestarse clínicamente, pero un sistema inmunológico debilitado por el estrés puede perder la capacidad de controlar la enfermedad. Las principales fuentes de estrés provienen del proceso de transporte y de la mezcla de ganado de diferentes orígenes.